# Gothmog (orco)
Gothmog es el nombre de un personaje de la novela El Señor de los Anillos, del escritor británico J. R. R. Tolkien. Es un lugarteniente de Minas Morgul, el segundo al mando del ejército de Mordor en la Batalla de los Campos de Pelennor tras el Rey Brujo de Angmar; por tanto, tras la muerte de este, Gothmog tomó el mando y envió al combate más tropas desde Osgiliath, consiguiendo que la batalla se incline a favor de las fuerzas de Mordor. Cuando Aragorn llegó en los barcos de los Corsarios con refuerzos, las tropas de Gothmog fueron vencidas.

## Adaptación cinematográfica
En la película El Señor de los Anillos: el retorno del Rey, Gothmog es un orco rosado interpretado por Lawrence Makoare, actor de cine neozelandés de etnia maorí. En la Batalla de los Campos de Pelennor monta un huargo. En la película, Gothmog es el principal líder de la batalla, ya que el Rey Brujo monta la bestia alada. En la película se le representa como un orco, aunque en la novela no queda claro si se trata de un orco o de un Nazgûl.
Debido a las enormes deformidades en la cara con las que se caracterizó este personaje, Peter Jackson se refería a él como «el orco Joseph Merrick», recordando al famoso hombre elefante.[cita requerida]
En la versión extendida de la película se ve su muerte en medio de la batalla, a manos de Aragorn y Gimli.